# Dolichurus dromedarius
Dolichurus dromedarius är en  stekelart som beskrevs av Nagy 1971. Dolichurus dromedarius ingår i släktet Dolichurus och familjen Ampulicidae. Inga underarter finns listade i Catalogue of Life.